# Комісари (фільм)
У Вікіпедії є статті про інші фільми з назвою Комісар (фільм)
«Коміса́ри» — український радянський художній фільм 1969 року режисера Миколи Мащенка, знятий за мотивами творів Юрія Либединського.
Події фільму розгортаються у 1921 році. Комуністична партія відсилає своїх найдосвідченіших членів на курси комісарів — учитися господарювати, будувати державу робітників та селян. Але банди білогвардійців збираються напасти на місто, де організовано курси. На самих курсах зібралися різні люди, що по-різному ставляться до нових завдань.
Прем'єра фільму в Україні відбулася у липні 1971 року.

## Сюжет
Комісар Федір Лукачов вночі відвідує свою кохану Шуру. Вона розповідає йому, що тепер працює вчителькою літератури на курсах для комісарів. Федір дізнається, що на тих курсах навчається його знайомий Громов, якого він вважав загиблим. Також він зустрічає там свого товариша Кондрашова, що змінив прізвище на Дегтярьов. Вони зустрічаються в занедбаній будівлі, де обговорюють, що в Україні важке становище, білогвардійці готують знищення комісарів. Кондрашов не вірить у перемогу більшовиків, але Дегтярьов запевняє його, що навіть якщо вони загинуть, то боротьбу продовжать інші комісари. Лукачов критикує Громова за те, що він «пошановувач» Леніна, а не «послідовник». Той своєю чергою стурбований тим, що Лукачов нікому не довіряє.
Начальник курсів комісарів оголошує, що всі комісари повинні пройти навчання. Він присоромлює комісарів, які пишаються своїми званнями та минулими заслугами. На курсах виявляється, що комісари малоосвічені, користуються своїм високим становищем задля особистої вигоди. Троє комісарів у результаті опиняються на гуптвахті. Комісар Смирнов хоче втекти і помститися. Його товариш Герасименко отримує звільнення від курсів, щоб будувати комуну в Україні.
Герасименко зустрічає хлопчика-сироту, якого поселяє в Шури. Лукачову сниться, що він убив Шуру і розповідає їй про це. Шура підозрює, що Лукачов сумнівається в її вірності. Згодом находить новина, що Герасименка вбили, закопавши живцем.
Під час балу комісар Михальов зауважує, що Дегтярьов за ним слідкує. Зненацька Дегтярьов вбиває його ножем і йде на бал, щоб відвести від себе підозри. Лукачов розповідає, що помітив убивцю і що це один з комісарів. Дегтярьов мимовільно виказує себе. Він зізнається, що вірний білогвардійцям і каже, що червоноармійці згубили Росію не менше, ніж білогвардійці. Товариші відмовляються розстріляти його, щоб зрадник дожив до кращого майбутнього і побачив, що був неправий.
Громов оголошує, що йде з партії, бо в ній стало багато пристосуванців. Та після суперечки з іншими комісарами він погоджується подумати над своїм рішенням, але вирішує втекти. Його б'ють і покидають у стайні. Розчарований Лукачов приходить до Шури, єдиної людини, в якій досі відчуває підтримку. Але він застає її з іншим комісаром і застрелює Шуру. На запитання начальника курсів чи хтось помер той відповідає, що «народився» новий Лукачов, вільний тепер від вагань і цілковито відданий партії.
Завершується фільм переказом долі комісарів. Більшість загинули в Другу світову, лише Лукачов вижив.

## Акторський склад
- Костянтин Степанков — Федір Лукачов
- Іван Миколайчук — Григорій Громов
- Федір Панасенко — Іван Герасименко
- Борислав Брондуков — Дмитро Коваль
- Володимир Скомаровський — Микола Смирнов
- Лариса Кадочникова — Олександра (Шура), вчителька
- Іван Гаврилюк — начальник курсів комісарів
- Леонід Бакштаєв — Дегтярьов / Михайло Кондрашов
- Михайло Голубович — Коцур
- Вілорій Пащенко — Михальов, комісар
- В. Пугачов — епізод
- Віктор Маляревич — комісар
- Катерина Брондукова — медсестра
- Микола Олійник — епізод
- Ігор Мілонов — білогвардієць
- Микола Гринько — епізод
- Олександр Биструшкін — комісар
- Микола Воронін — комісар
- Олександр Пархоменко — комісар
- Володимир Талашко — Огнивцев, матрос
- Ірина Кихтьова — дівчина на танцях
- Олена Фещенко — дівчина на танцях
- Олексанр Короткевич — епізод
- Анатолій Худолєєв — Денисенко
- Олександр Белина — епізод

## Знімальна група
- Режисер-постановник: Микола Мащенко
- Сценаристи: Борис Тарасенко, Микола Мащенко
- Оператор-постановник: Олег Мартинов
- Композитор: Іван Карабиць
- Художник-постановник: Анатолій Добролежа
- Редактор: Надія Орлова
- Директор картини: Г. Чужий
- У фільмі використано пісню Дмитра та Данила Покрассів на слова Олексія Суркова «Терська похідна» («То не тучи, грозовые облака…»)